# ألفرد وليامز (لاعب كرة قدم أمريكية)
ألفرد وليامز (بالإنجليزية: Alfred Williams)‏ هو لاعب كرة قدم أمريكية أمريكي، ولد في 6 نوفمبر 1968 في هيوستن في الولايات المتحدة.

## وصلات خارجية
- ألفرد وليامز على موقع كلية كرة السلة في سبورتس رفرنس.كوم (الإنجليزية)
- ألفرد وليامز على موقع مرجع كرة القدم المحترفة.كوم (الإنجليزية)